# Віконт П'єр-Поль Бос де Тозья
Віконт П'єр-Поль Бос де Тозья (фр. Vicomte Pierre-Paul Both de Tauzia), (30 січня 1823 – 19 липня 1888) — французький колекціонер, куратор колекцій Лувра, упорядник каталогів італійського та іспанського живопису.
У лондонському музеї Зібрання Воллеса зберігаються ранні італійські картини та ілюстровані сторінки з давніх манускриптів, що належали де Тозья та були придбані у нього у 1872 році засновником колекції сером Річардом Воллесом.